# Гродзець (Нижньосілезьке воєводство)
Гродзець (пол. Grodziec, нім. Gröditz) — село в Польщі, у гміні Загродно Злоторийського повіту Нижньосілезького воєводства.
Населення — 445 осіб (2011).
У 1975-1998 роках село належало до Легницького воєводства.

## Демографія
Демографічна структура станом на 31 березня 2011 року:
|          | Загалом | Допрацездатний вік | Працездатний вік | Постпрацездатний вік |
| -------- | ------- | ------------------ | ---------------- | -------------------- |
| Чоловіки | 241     | 43                 | 178              | 20                   |
| Жінки    | 204     | 39                 | 120              | 45                   |
| Разом    | 445     | 82                 | 298              | 65                   |

## Пам'ятки
Недалеко від села знаходиться однойменний замок із прилеглим парком. Окрім того, в селі є бароковий палац XVIII-XX століть та прилеглий до нього парк із липовою алеєю, костел Народження Пресвятої Діви Марії 1684-1688 років, фільварки XVIII-XX століть.